# Flygkapningen på Bulltofta
Flygkapningen på Bulltofta var en flygkapning utförd av tre fascistiska ustaše-kroater som inträffade från fredagen 15 september till lördagen 16 september 1972 på Bulltofta flygplats i Malmö. Kapningen är hittills[när?] den enda i Sverige och bidrog till att riksdagen 1973 antog den så kallade terroristlagen.

## Händelseförloppet
Det SAS-ägda planet, en DC-9-21 med SAS-namn Gunder Viking, med registreringsnummer LN-RLO, var på väg från Torslanda, Göteborg, till Stockholm när tre beväpnade kroater, under ledning av Tomislav Rebrina, med kopplingar till högerextrema Ustaša fem minuter efter start meddelade de fyra besättningsmännen och 86 passagerarna att planet var kapat och att så länge som de tog det lugnt så skulle de klara sig. Männen hotade med att de hade en bomb ombord som skulle sprängas om de inte lydde. Kaparna krävde en kursändring och 17.14 landade planet på Bulltofta flygplats, Malmö. Passagerarna och besättningsmännen hölls som gisslan och kaparna krävde att sju i Sverige fängslade kroater skulle utbytas mot gisslans frisläppande. I annat fall skulle kaparna spränga planet, sade de. De sju fångarna var dömda för mordet på den jugoslaviske ambassadören Vladimir Rolović i Sverige den 7 april 1971 och ockupationen av Jugoslaviens konsulat i Göteborg, februari 1971. Två av fångarna, Miro Barešić och Anđelko Brajković, avtjänade livstidsstraff för mord.

## Förhandling
Detta var den första flygkapningen som ägde rum i Sverige. Justitieminister Lennart Geijer reste till platsen efter att ha utsetts till förhandlare vid ett regeringssammanträde. Efter några timmars överläggningar gav Geijer efter och lät föra de sju kroatiska internerna till planet. Utväxlingen skedde genom att tre kroater per trettio av gisslan släpptes, men den sjunde fången vägrade ge sig upp i planet. Kaparna krävde då i utbyte mot de resterande passagerarna en miljon kronor, vilket sänktes till en halv miljon. Efter sexton timmar i fångenskap kunde de sista passagerarna lämna planet omkring klockan 8 på morgonen den 16 september, mot att kaparna fick en väska med en halv miljon kronor som lämnades nedanför planet. Besättningsmännen fick emellertid inte växlas ut, utan tvingades lyfta 8.54 för att föra kaparna och de fritagna fångarna till Madrid.
När kaparna och fångarna anlände till Spanien begärde de politisk asyl. Den spanska undersökningen visade att de inte hade haft sprängmedel ombord. Sverige krävde att kaparna och fångarna skulle utlämnas, men den 10 februari 1973 meddelade Spanien att så ej skulle ske. I stället skulle de ställas inför rätta i Spanien. I själva verket släppte Franco en av Rolovićs mördare, Barešić, till Paraguay, där denne blev livvakt. I den rollen hamnade han i USA, där han levde under annan identitet, men tillfångatogs och överlämnades till Sverige 1979.

## Efterspelet
Omedelbart efter kapningen ombildades kommissionen för "förebyggande av politiska våldsdåd" av regeringen under ledning av Carl Lidbom. Kommissionen hade tillsatts redan vid mordet på ambassadör Rolović. Riksdagen antog dess förslag om en temporär terroristlag den 6 april 1973 med 254 röster mot 22. Lagen blev permanent 1975. Lagen väckte starkt motstånd från liberaler och vpk. I en interpellation under hösten 1972 hade Jörn Svensson (vpk) föreslagit att åtgärder skulle vidtagas direkt mot Ustaša och andra organisationer. Lidbom avvisade förslaget med motiveringen att Sverige behövde ett försvar mot sådant politiskt betingat våld oavsett vilken grupp som utförde det. Exempel på andra hot som ansågs motivera en terroristlag kom från palestinska grupper, i synnerhet Svarta september. I debatten ventilerades även Säkerhetspolisens roll, i synnerhet nödvändigheten av att hålla delar av dess verksamhet hemlig kontra behovet av en demokratisk insyn i dess arbete. Systematiska säkerhetskontroller fanns inte då och infördes inte för inrikesflyg i Sverige förrän 2001–2004.